# Amata phegeides
Amata phegeides là một loài bướm đêm thuộc phân họ Arctiinae, họ Erebidae.